# Ципі Хотовелі
Ципі Хотовелі (івр. ציפי חוטובלי‏‎‎, нар. 2 грудня 1978, Реховот) — ізраїльський політик. Вона є членом Кнесету від партії Лікуд з 2009 року. 18 березня 2013 вона приєдналась до нового уряду Ізраїлю як заступник міністра транспорту. З 23 грудня 2014 року вона також працює заступником міністра науки, технології та космосу.
Хотовелі вивчала право в Університеті Бар-Ілан і Тель-Авівському університеті.